# Cantone di Cenon
Il Cantone di Cenon è una divisione amministrativa dell'Arrondissement di Bordeaux, situato nel dipartimento della Gironda, in Aquitania.
A seguito della riforma approvata con decreto del 20 febbraio 2014, che ha avuto attuazione dopo le elezioni dipartimentali del 2015, è passato da 5 a 3 comuni.

## Composizione
I 5 comuni facenti parte prima della riforma del 2014 erano:
- Artigues-près-Bordeaux
- Beychac-et-Caillau
- Cenon
- Montussan
- Yvrac

Dal 2015 i comuni appartenenti al cantone sono i seguenti 3:
- Bouliac
- Cenon
- Floirac